# Йерсёэ, Андреас
Андреас Георг Йерсёэ (норв. Andreas Georg Gjersøe; 6 августа 1976, Берум) — норвежский гребец-байдарочник, выступал за сборную Норвегии в конце 1990-х — середине 2000-х годов. Участник летних Олимпийских игр в Афинах, бронзовый призёр чемпионата мира, дважды серебряный призёр чемпионатов Европы, победитель многих регат национального и международного значения.

## Биография
Андреас Йерсёэ родился 6 августа 1976 года в городе Беруме. Активно заниматься греблей начал с раннего детства, проходил подготовку в местном каноэ-клубе под названием «Странн».
Первого серьёзного успеха на взрослом международном уровне добился в 1998 году, когда попал в основной состав норвежской национальной сборной и побывал на чемпионате мира в венгерском Сегеде, откуда привёз награду бронзового достоинства, выигранную в зачёте четырёхместных байдарок на дистанции 200 метров. Год спустя выступил на чемпионате Европы в хорватском Загребе, где стал серебряным призёром в двойках на двухстах метрах.
В 2004 году Йерсёэ завоевал серебряную медаль на европейском первенстве в польской Познани, занял второе место в километровой гонке байдарок-четвёрок. Благодаря череде удачных выступлений удостоился права защищать честь страны на летних Олимпийских играх 2004 года в Афинах — в составе четырёхместного экипажа, куда также вошли гребцы Якоб Норенберг, Александер Вефальд и Маттис Несс, на дистанции 1000 метров дошёл до финальной стадии и показал в решающем заезде пятый результат, немного не дотянув до призовых позиций. Вскоре по окончании этих соревнований принял решение завершить карьеру профессионального спортсмена, уступив место в сборной молодым норвежским гребцам.